# Олде, Ганс
Иоханнес Вильгельм Ольде, или Ганс Ольде (нем. Hans Olde, род. 27 апреля 1855 г. Зюдерау, Гольштейн — ум. 25 октября 1917 г. Кассель, Германия) — немецкий художник и график.

## Жизнь и творчество
Первоначально хотел последовать семейной традиции и стать фермером, но изменил свои решение и уехал учиться в Мюнхенскую академию изящных искусств в 1879 году. Затем много лет он путешествовал по Европе. 
Совместно со своим другом, скульптором Адольфом Брюттом, и художником Анри ван де Велде, Ганс Олде руководил с 1902 года Саксонской высшей школой искусств в Веймаре. Они провели ряд реформ в школе, в том числе, благодаря деятельности Олде, стали принимать женщин-художниц. Вместе с А. Брюттом был одним из основателей художественного движения Мюнхенский сецессион. 
В 1911 году Олде возглавил Художественную академию в Касселе. Сыграл большую роль в концептуальном развитии обоих академий — веймарской и кассельской.
Его сын, Ганс Ольде-младший, также был художником.

## Галерея

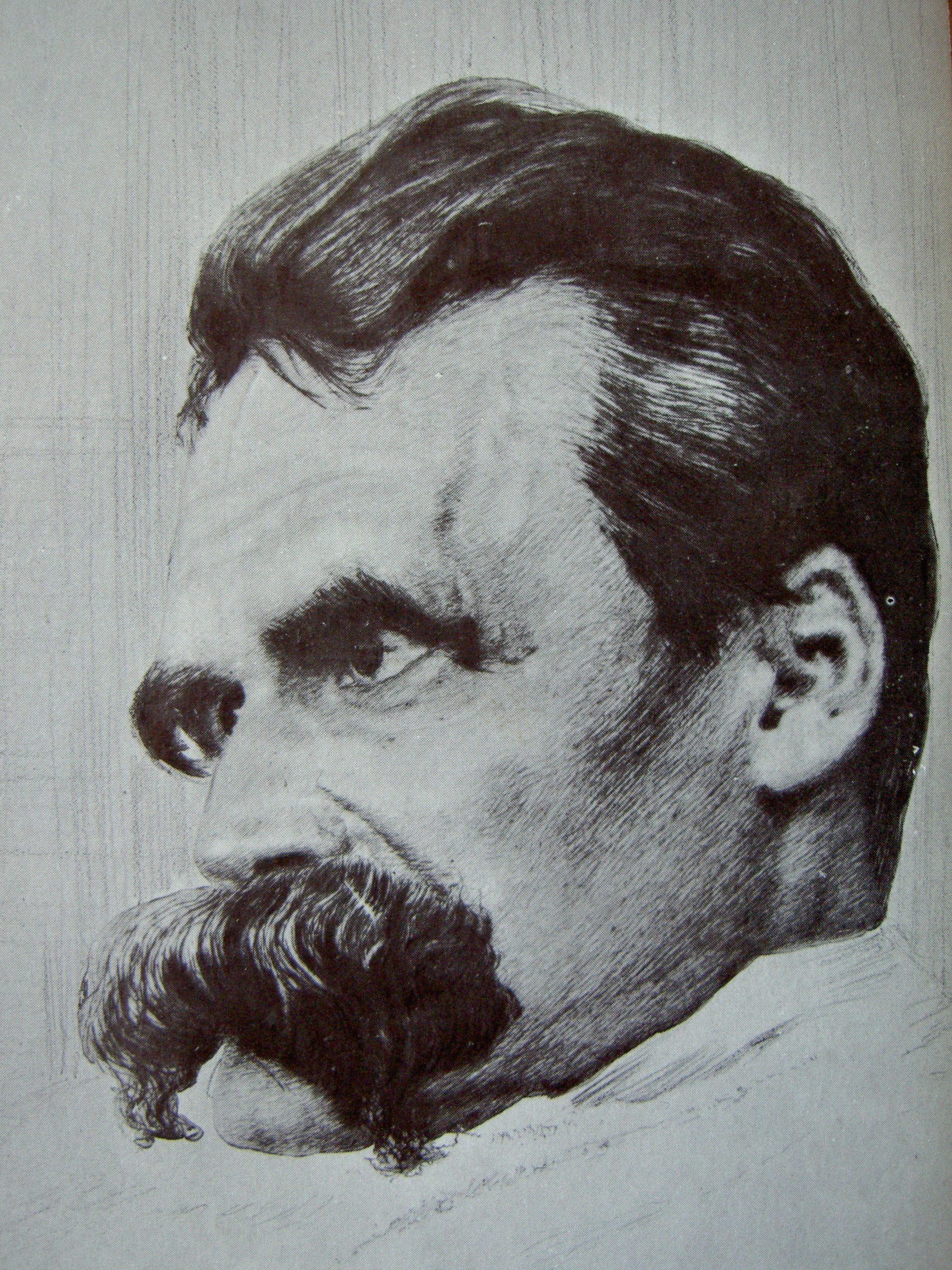
Портрет Фридриха Ницше (1899)
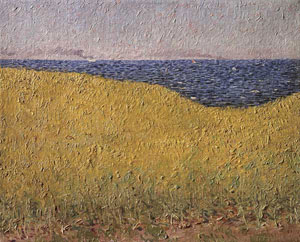
Рапсовое поле у Балтийского моря
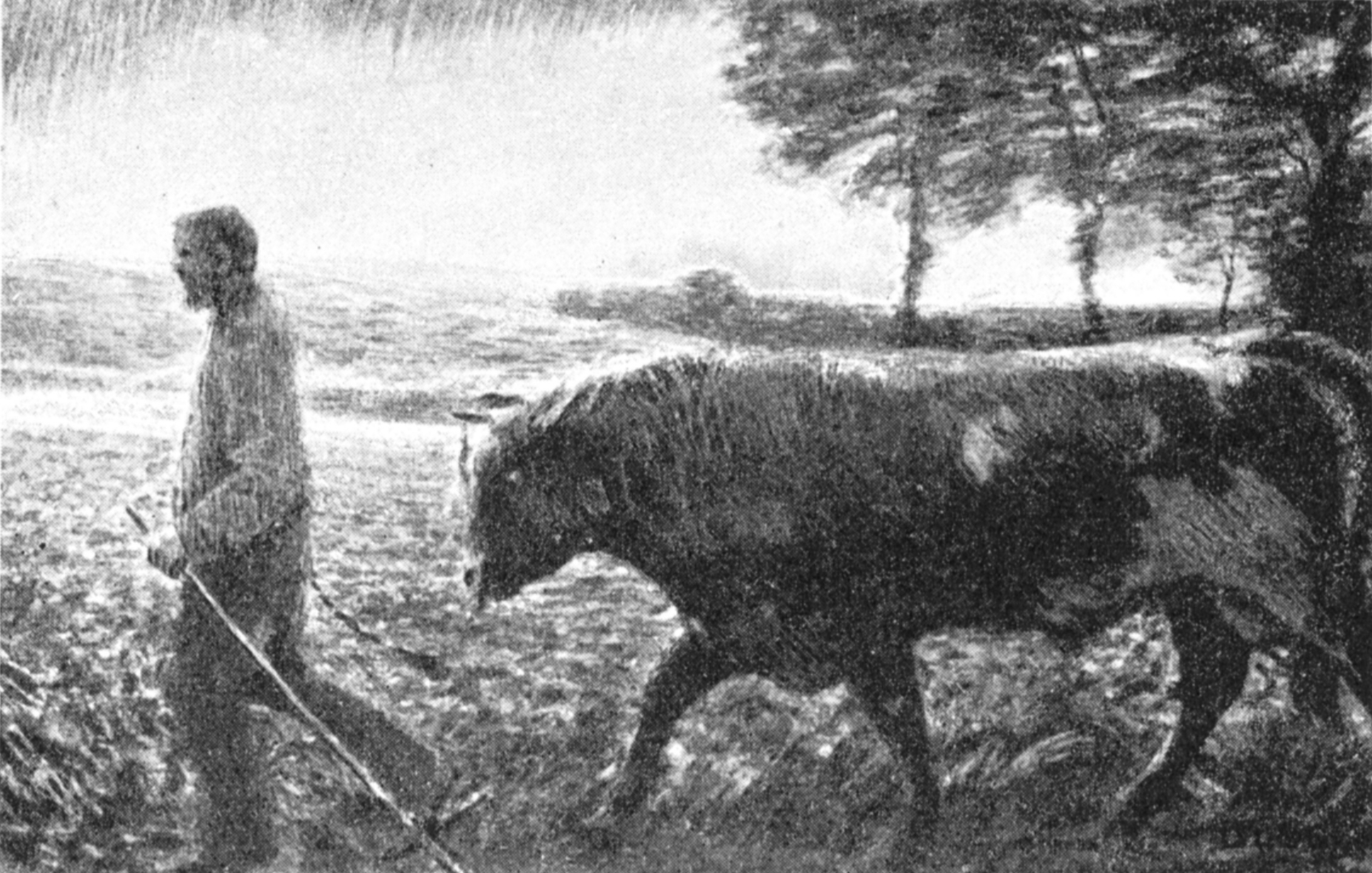
Бык
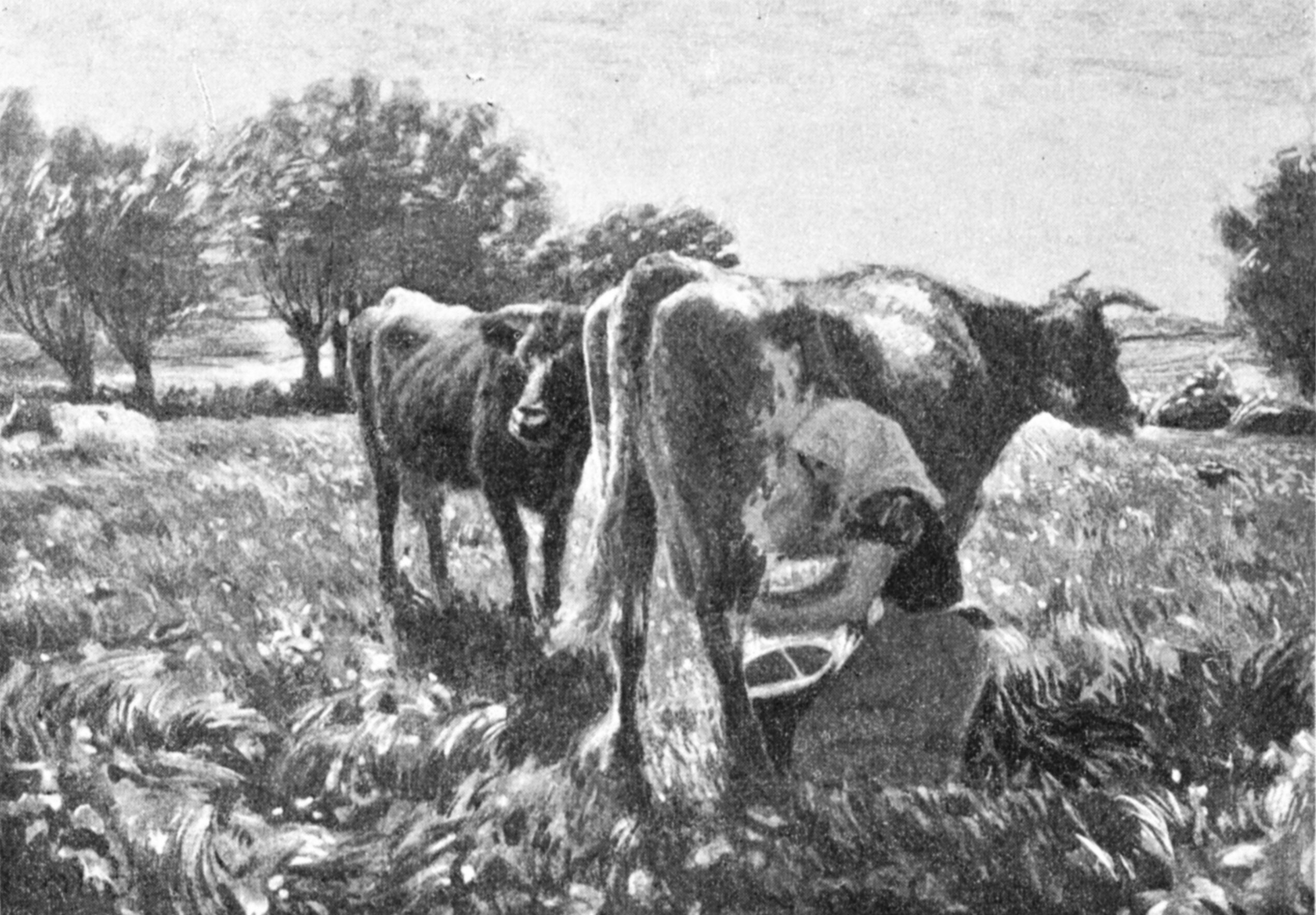
Доярка
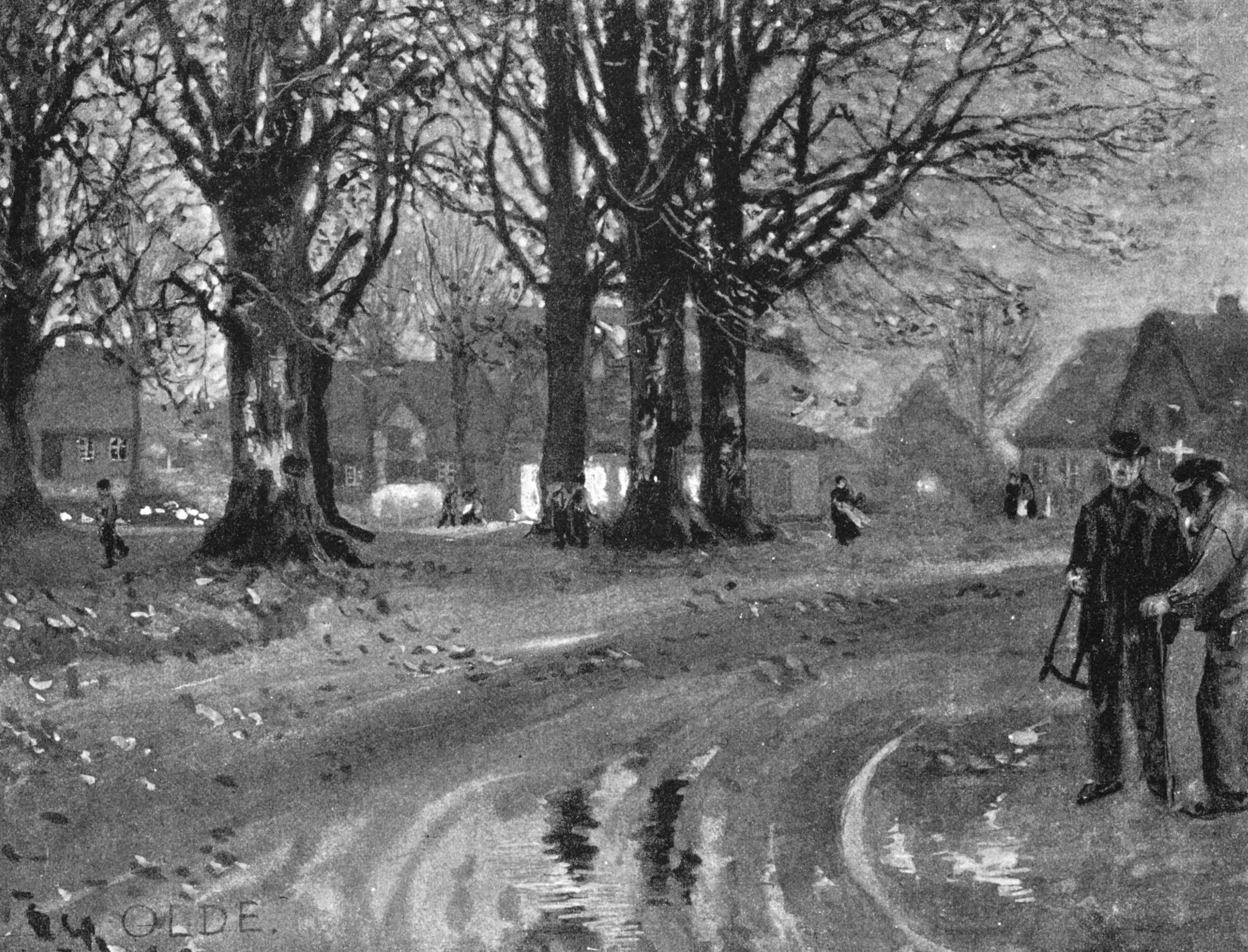
Осенний вечер
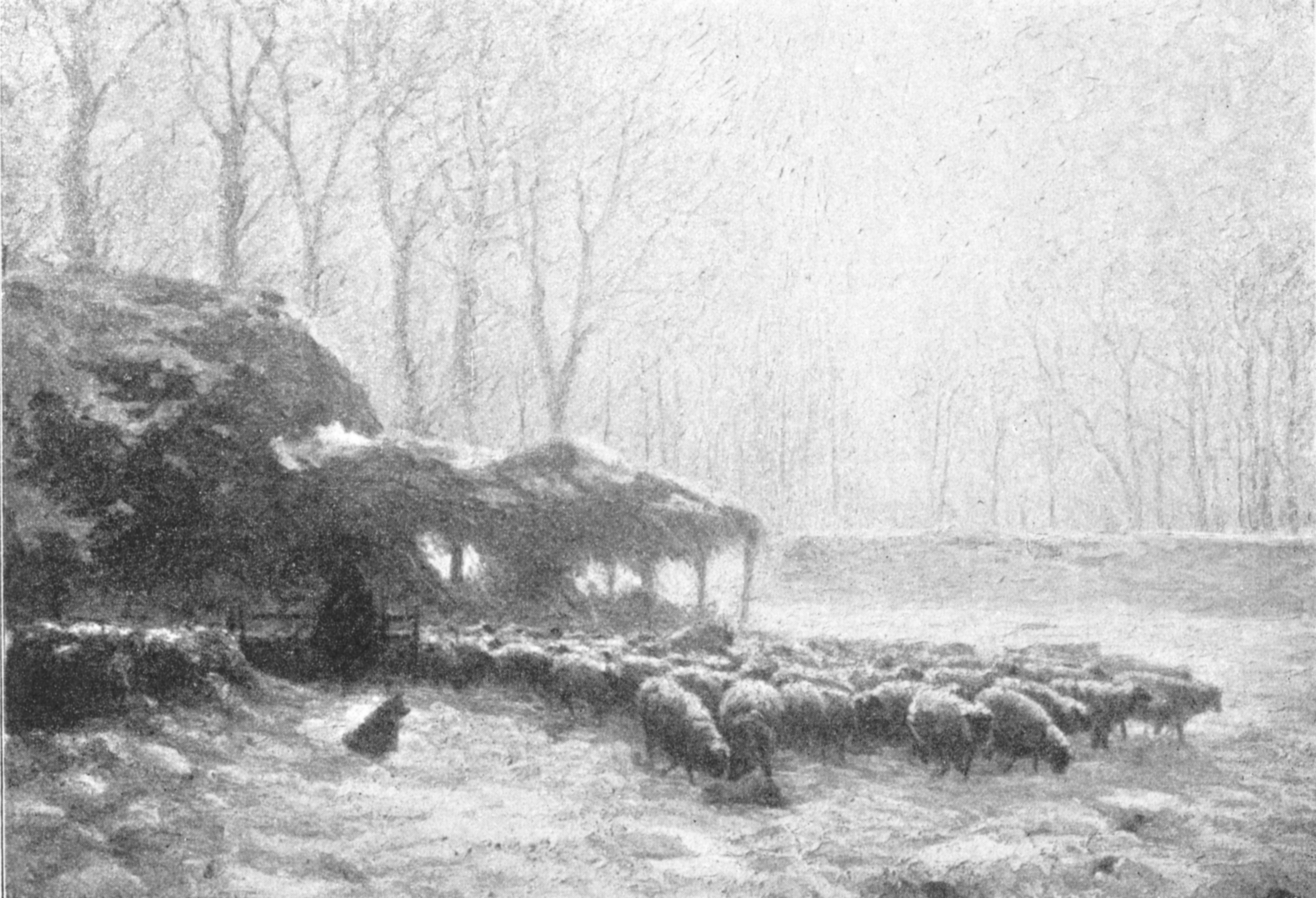
Зимнее солнце